# Cantone di Paimbœuf
Il Cantone di Paimbœuf era una divisione amministrativa dell'arrondissement di Saint-Nazaire.
È stato soppresso a seguito della riforma complessiva dei cantoni del 2014, che è entrata in vigore con le elezioni dipartimentali del 2015.
Comprendeva i comuni di:
- Corsept
- Paimbœuf
- Saint-Brevin-les-Pins